# Сергушев, Василий Семёнович
Василий Семёнович Сергушев (16 [29] января 1916, Чернышевка, Саратовская губерния — 7 октября 1975, Баку) — советский военнослужащий, участник Великой Отечественной войны, полный кавалер ордена Славы, командир миномёта 3-го отдельного стрелкового батальона (вначале 54-я отдельная стрелковая бригада, 22-я армия, 2-й Прибалтийский фронт, затем 110-й стрелковый полк, 325-я стрелковая дивизия, 43-я армия, 1-й Прибалтийский фронт), сержант.

## Биография
Василий Семёнович Сергушев родился в крестьянской семье в деревне Чернышёвка Саратовского уезда (в настоящее время Новобурасский район Саратовской области). Окончил 4 класса школы. В 1936 году уехал жить и работать трактористом в Баку.
В июне 1941 года Фрунзенским райвоенкоматом Саратова был призван в ряды Красной армии. На фронтах Великой Отечественной войны с января 1942 года.
Приказом по 54-й отдельной стрелковой бригаде от 25 октября 1943 года за мужество и героизм в боях с немецко-фашистскими захватчиками за взятие деревни Большой Хочуж младший сержант Сергушев был награждён медалью «За отвагу».
В бою у деревни Щенайкино в 30 км севернее города Великие Луки 14 января 1944 года наводчик миномётного расчёта младший сержант Сергушев метким огнём миномёта уничтожил группу солдат противника и снайпера. 15 января у деревни Никитичи Брод разбил повозку с боеприпасами. 23 января бою у станции Насва поджёг склад боеприпасов и подавил 2 миномёта противника. Приказом по 97-му стрелковому корпусу от 22 февраля 1944 года он был награждён орденом Славы 3-й степени.
Приказом по 54-й отдельной стрелковой бригаде от 10 августа 1944 года за мужество и героизм в боях с немецко-фашистскими захватчиками при отражении контратаки противника в Мадонском крае Латвии 26 июля 1944 года, уничтожении 6 солдат противника и подавлении 3-х станковых пулемётов младший сержант Сергушев был награждён второй медалью «За отвагу».
В боях за город Екабпилс в Латвии сержант Сергушев с расчётом миномёта уничтожил около 30 солдат противника, автомашину с боеприпасами, 3 пулемёта с расчётамии отразил 3 контратаки противника, уничтожив до 15 солдат противника. При форсировании реки Айвиексте первым с миномётом переправился через и своим огнём поддерживал переправу стрелковых подразделений, уничтожив до 15 солдат противника. Приказом по 325-й стрелковой дивизии от 20 сентября 1944 года он был награждён вторым орденом Славы 3-й степени. Указом Президиума Верховного Совета СССР от 18 мая 1971 года он был перенаграждён орденом Славы 1-й степени.
В боях в Мадонском крае Латвии 19—20 сентября 1944 года сержант Сергушев огнём своего миномёта уничтожал живую силу противника. При отражении контратаки противника отсекал пехоту противника от танков, а когда противник прорвался к огневой позиции несколько часов с автоматом отбивал его атаки и уничтожив несколько солдат противника. Приказом по 85 стрелковому полку от 23 декабря 1944 года за мужество и героизм в боях с немецко-фашистскими захватчиками он был награждён третьей медалью «За отвагу».
Поддерживая огнём миномёта, переправу через реку Неман в районе Тильзита (Советск) 19 января 1945 года сержант Сергушев с расчётом уничтожил станковый пулемёт с расчётом противника, мешавший продвижению стрелковых подразделений.

В бою в Восточной Пруссии за город Рагнит (Неман) со своим расчётом уничтожил ручной пулемёт и до 5 солдат противника.

При прорыве обороны противника в районе населённого пункта Бладиау (Пятидорожное) 30 января он с расчётом уничтожил станковый пулемёт противника с прислугой и около 5 солдат, а при отражении 3-х контратак противника 2 огневые точки и до 15 солдат противника. 
Приказом по войскам 43-й армии от 6 марта 1945 года он был награждён орденом Славы 2-й степени.
Старшина Сергушев продолжал службу в армии до 1949 года. После демобилизации жил в Баку, работал машинистом паровоза.
Скончался Василий Семёнович Сергушев 7 октября 1975 года.

## Награды
- Орден Славы III (22.02.1944), II (06.03.1945) и I степени (18.05.1971 — в порядке перенаграждения орденом III степени от 20.09.1944)
- Медали, в том числе:
  - три медали «За отвагу» (25.10.1943, 10.08.1944, 23.12.1944)
  - «За победу над Германией»
  - «За взятие Кёнигсберга»